# Taubaté
Taubaté este un oraș în São Paulo (SP), Brazilia.